# Chapel Tséten Püntsok
 (septembre 2018).
Chapel Tséten Püntsok (tibétain : ཆབ་སྤེལ་ཚེ་བརྟན་ཕུན་ཚོགས་, Wylie : chab spel tshe brtan phun tshogs, pinyin tibétain : Qabbê Cêpän Püncog, THL : Chapel Tséten Püntsok ; chinois : 恰白·次旦平措 ; pinyin : qiàbái cìdànpíngcuò), nom de plume Gongga (贡嘎, gòng gā), né en octobre 1922 dans l'actuel Xian de Lhazê, ville-préfecture de Shigatsé, région autonome du Tibet en République populaire de Chine, et décédé en août 2013 est un tibétologue, historien, écrivain tibétain.
Il écrivait principalement en tibétain et en chinois.

## Ouvrages
- (zh) 恰白·次旦平措, 西藏通史简编, 北京, 五洲传播出版社,‎ 2000 (ISBN 978-7-80113-727-2, OCLC 48251195)
- (zh) 恰白·次旦平措 et 陈庆英, 西藏通史 : 松石宝串, 拉萨, 西藏古籍出版社,‎ 2004, 1056 p. (ISBN 978-7-80589-020-3, OCLC 71829848)

#### Anthropologues
- Chen Qingying (Tibétologue)
- Jigmé Ngapo (Anthropologue tibétain)
- Thubten Samdup (Ethnomusicologue tibétain)
- Lhagpa Phuntshogs (Tibétologue)
- Tashi Tsering (Tibétologue)

#### Historiens
- Dungkar Lobsang Trinley (Historien tibétain)

#### Institutions officielles en Inde
- Université centrale des études tibétaines

#### Institutions officielles chinoises
- Commission des affaires ethniques d'État de République populaire de Chine
- Université centrale des minorités
- École des minorités chinoises
- Académie des sciences sociales de la région autonome du Tibet
- Université du Tibet pour les nationalités
- Centre de recherche tibétologique de Chine